# ام‌اف بول
ام‌اف بول (به انگلیسی: MF Bol) یک کشتی است که طول آن ۹۵٫۴۰ متر (۳۱۳ فوت ۰ اینچ) می‌باشد.